# Rik Mayall

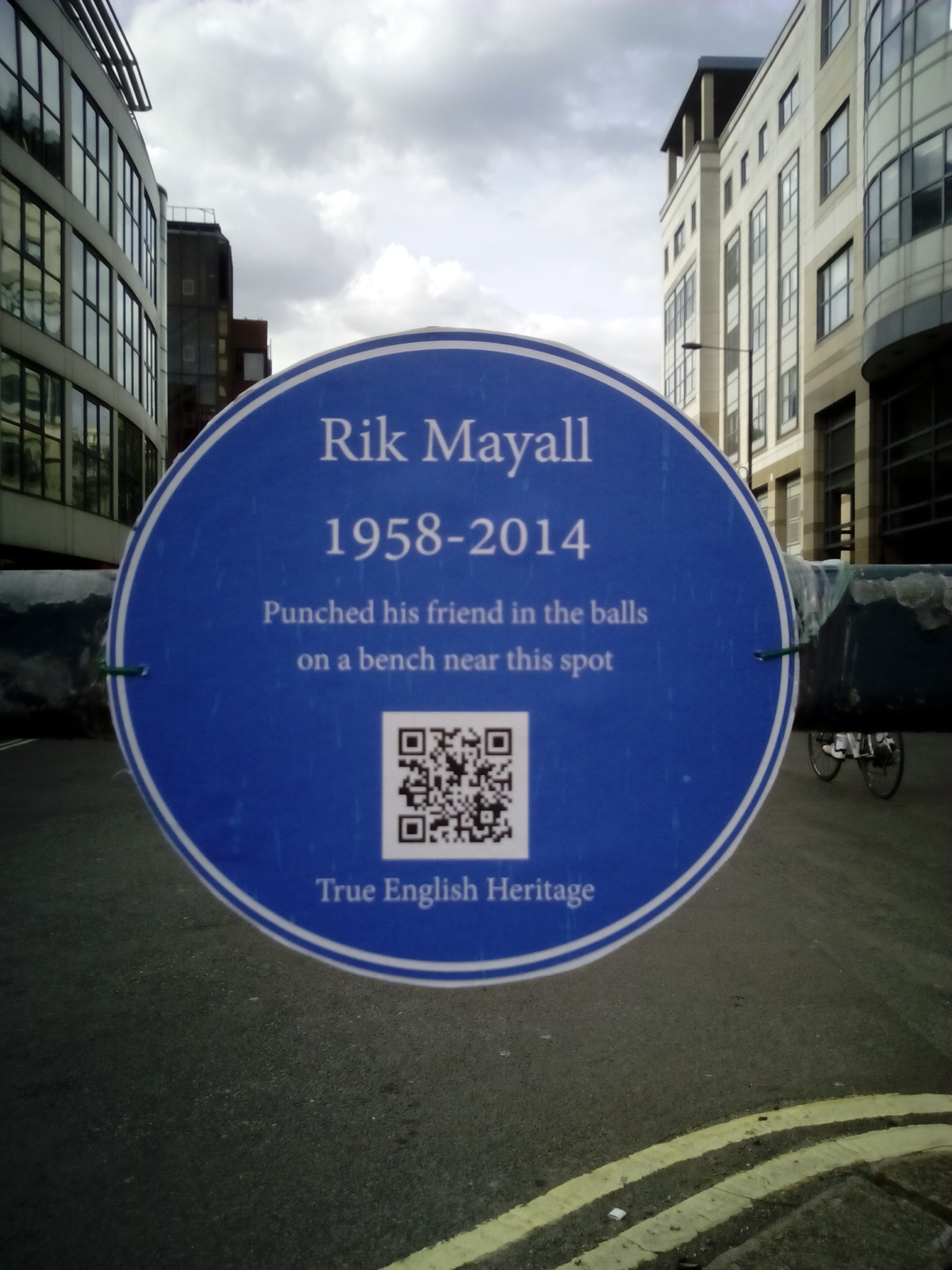
Actor de cinema, actriu, còmic i escriptor britànic. Placa a Hammersmith.

Richard Michael "Rik" Mayall (Harlow, Essex, Anglaterra, 7 de març de 1958 - Barnes, Londres, 9 de juny de 2014) fou un actor i escriptor anglès, conegut pel seu paper de Rick a la sèrie Els joves.

## Biografia
Quan tenia tres anys, Mayall i els seus pares, ambdós professors d'art dramàtic, es van mudar a Redditch, Worcestershire, on va passar la resta de la seva infància i va participar en les obres dels seus pares. Va estudiar art dramàtic en la Universitat de Manchester i es va fer popular en aparèixer a The Comedy Store amb Adrian Edmondson, on va debutar l'any 1980. Anomenats "els germans perillosos", el seu paper era el d'un parell d'infantils caòtics i temeraris.
Mayall va irrompre a la televisió amb el personatge Kevin Turvey a la sèrie A Kick Up the Eighties, que va començar a emetre's l'any 1981. L'any 1982 aconseguiria el seu primer paper famós, el de l'estudiant de sociologia i fan de Cliff Richard Rick a la comèdia The Young Ones (Els joves) que li va suposar l'estima del gran públic. La sèrie estava escrita pel mateix Mayall amb el seu amic de tota la vida Ben Elton i la seva companya sentimental Lise Mayer. El còmic i actor Alexei Sayle posava el material addicional. Mayall va aparèixer a Filthy Rich & Catflap (1986) amb Edmondson i Nigel Planer. El seu primer treball notable en solitari va ser la interpretació de parlamentari conservador Allan Allan Beresford B'stard a la comèdia The New Statesman (1987-1992) a la televisió local de Yorkshire. Després d'això, Bottom (1991-1992, 1995), de nou amb Adrian Edmondson (en la qual ambdós interpretaven papers semblants als de Els joves).
L'any 1986 Mayall va arribar al nombre 1 en les llistes de singles quan, amb els seus companys de Els joves, va gravar amb Cliff Richard una nova versió de Living Doll per a la inauguració de la campanya Comic Relief.
També ha treballat en algunes pel·lícules com Drop Dead Fred i sis episodis còmics sota el títol comú Rik Mayall presents el 1993. També va aparèixer puntualment a totes les temporades de l'Escurçó negre i va gravar algunes escenes de Harry Potter i la pedra filosofal que no van ser incloses en el muntatge final de la pel·lícula.
L'any 1998 va patir un accident que li va suposar greus lesions prop del seu domicili a Devon. Estava casat amb Barbara i tenia dues filles i un fill.
El seu mànager en va confirmar la mort el 9 de juny de 2014 a Londres.